# Fermentazione lattica
La fermentazione lattica è  una forma di metabolismo energetico che avviene in alcuni batteri e nella cellula animale in assenza di ossigeno: consiste nella trasformazione di una molecola di glucosio, o di altro zucchero fermentabile, in due molecole di acido piruvico che vengono successivamente ridotte ad acido lattico con una bassa resa energetica; questa via metabolica, che prende il nome dal principale prodotto finale, viene anche detta omolattica per distinguerla da quella eterolattica che utilizza un meccanismo diverso. 
Si incontra principalmente nei lattobacilli e nel metabolismo anaerobico di alcuni tessuti (muscolo) degli organismi pluricellulari ed è inoltre riscontrabile nella vagina e nel tratto gastrointestinale umano, dove assume un ruolo tanto importante da spingere alcuni a considerare i lattobacilli dei probiotici; è inoltre causa della carie dentaria ed è coinvolta nella preparazione di numerosi alimenti tra cui, a esempio, lo yogurt, il kefir, i capperi e i crauti.

## Biochimica
La fermentazione lattica prende le risorse dall'acido piruvico, prodotto terminale della glicolisi. Normalmente la glicolisi, in aggiunta a due molecole di acido piruvico, produce 2 molecole di ATP e 2 molecole di NADH per ogni molecola di glucosio degradata. Durante la prima tappa consuma 2 molecole di ATP, dando quindi un guadagno netto di 2 ATP e 2 NADH. In condizioni aerobiche il piruvato viene decarbossilato per entrare nel Ciclo di Krebs. Invece in condizioni anaerobiche questa reazione non può avvenire e la cellula resta con un eccesso di NADH che impedisce l'ulteriore svolgimento della glicolisi.
CH3 CO COO- + (NADH + H+) →  CH3 HCOH COO- + NAD+
(Piruvato + NADH + H+                                     → Lattato + NAD+)
La riduzione del piruvato a lattato permette la rigenerazione del NAD+ e lo svolgimento ulteriore della glicolisi con il suo moderato rendimento energetico di 2 ATP per molecola di glucosio.

## Considerazioni energetiche
Dal punto di vista chimico la fermentazione lattica, come tutte le fermentazioni, è una dismutazione. Questo vuol dire che il numero di ossidazione medio della molecola non cambia. In effetti la limitata resa energetica deriva dal fatto che il carbonio carbossilico del lattato è stato ossidato a spese del carbonio metilico che è stato ridotto.
Si confrontino i rendimenti della fermentazione e della respirazione di una mole di glucosio:
| metabolismo          | ATP | ΔG (kJ) |
| -------------------- | --- | ------- |
| Glucosio → lattato   | 2   | 242     |
| Glucosio → CO2 + H2O | 38  | 2878    |

La limitata resa energetica implica che grosse quantità di substrato (glucosio o altri zuccheri fermentabili) debbano essere trasformate in acido lattico per avere la quantità di energia necessaria. Le grandi quantità di acido lattico accumulate possono portare a fenomeni di avvelenamento da prodotto finale o di autolimitazione dello sviluppo di popolazioni batteriche in un mezzo di crescita chiuso.
Il fatto che la fermentazione lattica abbia una bassa resa energetica implica anche che l'acido lattico, il prodotto finale, abbia un notevole contenuto energetico e che possa essere utilizzato per ulteriori metabolismi.

## Il ruolo del lattato nel metabolismo
Per il tessuto muscolare la fermentazione lattica è un'importante via metabolica. Dalle cellule di questo tessuto il lattato diffonde nel sangue. Il lattato in eccesso nel torrente sanguigno è catturato dalle cellule epatiche dove viene ossidato di nuovo a piruvato a opera della lattato deidrogenasi e quindi può essere:
- metabolizzato nella via gluconeogenica. In questo modo si dà vita al Ciclo di Cori.
- utilizzato per formare alanina con una reazione di amminazione
- decarbossilato per dare Acetil CoA

L'Acetil CoA, a sua volta, entra nel ciclo dell'acido citrico, nella biosintesi degli acidi grassi e nella formazione dei corpi chetonici e del colesterolo.

### Aspetti regolativi
Nei mammiferi lo stesso enzima, la lattato deidrogenasi (LDH), catalizza sia la riduzione del piruvato ad acido lattico sia l'ossidazione dell'acido lattico a piruvato.
La modulazione delle due reazioni viene ottenuta grazie alla presenza di due differenti tipi di subunità della LDH, la subunità M e la H, che insieme formano cinque isozimi tetramerici: M4, M3H, M2H2, MH3 e H4. Sebbene queste forme ibride siano presenti nella maggior parte dei tessuti, le subunità H predominano nei tessuti aerobici come il muscolo cardiaco, mentre le subunità M nei tessuti che sono soggetti a condizioni anaerobiche quali il muscolo scheletrico e il fegato. La LDH H4 ha un basso valore di Km per il piruvato ed è inibita allostericamente da alti livelli di questo metabolita, mentre l'isozima M4 ha un alto valore di Km per il piruvato e non viene da esso inibita. Gli altri isoenzimi hanno proprietà intermedie che variano con il rapporto dei due tipi di subunità.
È stato quindi proposto, sebbene con disaccordo, che la LDH di tipo H è meglio adatta a catalizzare l'ossidazione del lattato a piruvato, mentre la LDH di tipo M è meglio adatta a catalizzare la reazione inversa.
Se i livelli di glicemia sono elevati il fegato capta glucosio dal sangue e lo accumula sotto forma di glicogeno, altrimenti scinde il glicogeno a opera dell'enzima glucosio-6 fosfatasi ed espelle glucosio nel sangue. Questo passaggio ciclico di glucosio dal fegato al muscolo e di lattato dal muscolo al fegato è detto Ciclo di Cori.
Infine la fosfofruttochinasi (PFK, l'enzima che catalizza la terza reazione della Glicolisi) è inibita da un pH basso e questo previene la eccessiva formazione di lattato in eccesso che produrrebbe acidosi lattica.

### Fermentazione lattica in atleti, alligatori e celacantidi
I vertebrati sono in gran parte organismi aerobici; convertono il glucosio in piruvato e poi ossidano completamente il piruvato in CO2 e H2O usando ossigeno molecolare.   
Il catabolismo anaerobico del glucosio (fermentazione da glucosio a lattato) avviene durante una breve e intensa attività muscolare, per esempio una corsa di 100 metri, durante la quale l'ossigeno non può essere trasportato al muscolo nella quantità necessaria per ossidare il piruvato e produrre l'ATP richiesto nella contrazione muscolare. Il muscolo utilizza la sua riserva di glucosio (glicogeno) come fonte per la produzione di ATP mediante la fermentazione generando lattato come prodotto finale. Durante una corsa veloce il lattato può raggiungere livelli elevati nel sangue ed è riconvertito in glucosio dalla gluconeogenesi epatica nel periodo di risposo o di recupero successivo allo sforzo, durante il quale l'ossigeno viene consumato ad una velocità gradatamente più bassa fino a che il ritmo della respirazione non torna normale. L'eccesso di ossigeno consumato durante il periodo di recupero rappresenta il pagamento del debito di ossigeno. Questa è la quantità di ossigeno necessaria a fornire ATP per la gluconeogenesi nel periodo di recupero, in modo da riformare il glicogeno “prestato” dal fegato al muscolo e consumato durante la corsa.   
Il ciclo di reazioni che comprende la conversione di glucosio in lattato nel muscolo e la conversione del lattato in glucosio nel fegato viene detto ciclo di Cori, dal nome degli studiosi Carl e Gerty Cori, che tra gli anni '30 e '40 chiarirono questa via metabolica e la sua funzione.   
Il sistema circolatorio della maggior parte dei piccoli vertebrati può trasportare ossigeno ai muscoli a una velocità sufficientemente elevata da evitare un consumo di glicogeno anaerobico. Per esempio gli uccelli migratori spesso volano ad alte velocità per lunghe distanze senza soste senza incorrere in debito di ossigeno. Anche molti animali di piccole dimensioni corrono sfruttando un metabolismo muscolare essenzialmente aerobico. Negli animali più grandi, compreso l'uomo, il sistema circolatorio non è in grado di sostenere adeguatamente il metabolismo aerobico del muscolo scheletrico durante attività muscolari prolungate ed estenuanti. Questi animali si muovono lentamente in condizioni normali e utilizzano i muscoli scheletrici in modo intenso solo in casi di emergenza, in quanto questa attività esplosiva richiede poi un lungo periodo di riposo per recuperare il debito di ossigeno. Per esempio gli alligatori e i coccodrilli sono normalmente pigri e intorpiditi, però quando sono provocati sono in grado di caricare fulmineamente a colpi di coda. Questi momenti di attività esplosiva sono brevi e devono essere seguiti da lunghi periodi di recupero. I movimenti rapidi hanno bisogno della fermentazione lattica per produrre ATP nel muscolo scheletrico.  
Le riserve di glicogeno nel muscolo vengono rapidamente consumate durante l'attività muscolare intensa, quindi il lattato raggiunge livelli elevati nei miociti e nei liquidi extracellulari. Mentre un atleta allenato può recuperare in circa 30 minuti o anche meno lo sforzo di una corsa di 100 metri, a un alligatore sono necessarie anche diverse ore di riposo e di consumo extra di ossigeno per eliminare l'eccesso di lattato nel sangue e rigenerare il glicogeno muscolare. Altri animali di grandi dimensioni, come l'elefante e il rinoceronte, hanno simili problemi metabolici, come pure i mammiferi marini quali le balene e le foche.   
I dinosauri e altri enormi animali ormai estinti dipendevano probabilmente dalla fermentazione lattica per la produzione di energia nell'attività muscolare e avevano bisogno di periodi di riposo molto lunghi che li rendevano vulnerabili all'attacco da parte di predatori più piccoli, ma meglio adattati all'uso dell'ossigeno per sostenere l'attività muscolare. Le esplorazioni nelle profondità marine ci hanno fatto conoscere molte specie animali che vivono negli abissi oceanici, dove la concentrazione di ossigeno è praticamente zero. Per esempio il primitivo celacantide, un pesce di grandi dimensioni che vive a più di 4000 metri di profondità vicino alle coste del Sudafrica, ha un metabolismo quasi essenzialmente anaerobico in tutti i tessuti. Questo pesce converte i carboidrati mediante un meccanismo anaerobico in lattato e altri prodotti, di cui la maggior parte viene poi escreta.   
Alcuni vertebrati marini fermentano il glucosio a etanolo e CO2 per ottenere energia sotto forma di ATP.